# Odrowąż (gmina w województwie kieleckim)
Odrowąż (do 1926 Niekłań) – dawna gmina wiejska istniejąca w latach 1926–1954 i 1973–1976 w woj. kieleckim, łódzkim i ponownie kieleckie (dużym) a następnie kieleckie (małym) (dzisiejsze woj. świętokrzyskie). Siedzibą władz gminy był Odrowąż.
Gmina Odrowąż powstała 25 stycznia 1926 roku w powiecie koneckim w woj. kieleckim, w związku z przemianowaniem gminy Niekłań na Odrowąż. 1 kwietnia 1939 roku gminę wraz z główną częścią powiatu koneckiego przeniesiono do woj. łódzkiego. Po wojnie gmina przez krótki czas zachowała przynależność administracyjną, lecz już 6 lipca 1950 roku została wraz z całym powiatem przyłączona z powrotem do woj. kieleckiego.
Według stanu z dnia 1 lipca 1952 roku gmina składała się z 21 gromad: Błaszków, Boków, Furmanów, Koprusa, Lelitków, Nadziejów, Nieborów, Niekłań Mały, Niekłań Wielki, Nowki, Odrowąż, Pardołów, Płaczków, Pociecha, Stąporków Nowy, Świerczów, Wąglów, Wielka Wieś, Wołów, Wólka Plebańska i Wólka Zychowa. Jednostka została zniesiona 29 września 1954 roku wraz z reformą wprowadzającą gromady w miejsce gmin.
Gminę Odrowąż reaktywowano o zmienionym kształcie 1 stycznia 1973 roku w powiecie koneckim w woj. kieleckim. W jej skład weszły sołectwa Błaszków, Kopcie, Kucębów, Mroczków, Nówki, Nowy Odrowążek, Odrowąż, Odrowążek, Pardołów, Płaczków, Sobótka, Świerczów i Wólka Plebańska.
1 czerwca 1975 roku jednostka weszła w skład nowo utworzonego mniejszego woj. kieleckiego. 
1 lipca 1976 roku gmina została zniesiona, a jej tereny przyłączone do:
- gminy Bliżyn (obszary sołectw: Kopcie, Kucębów, Mroczków, Nowki, Nowy Odrowążek, Odrowążek, Płaczków i Sobótka),
- gminy Stąporków (obszary sołectw: Błaszków, Odrowąż, Pardołów, Świerczów i Wólka Plebańska).